# Сребреник

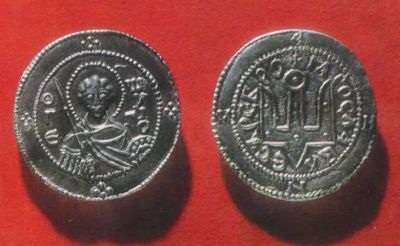
Новгородский сребреник Ярослава Мудрого XI века

Сребреник (реже серебреник, серебряник) — первая серебряная монета, чеканившаяся в Киевской Руси в конце X — начале XI века.

## История выпуска

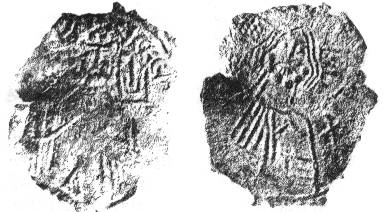
Сребреник Владимира Святославича с Бесединского городища под Курском, X век

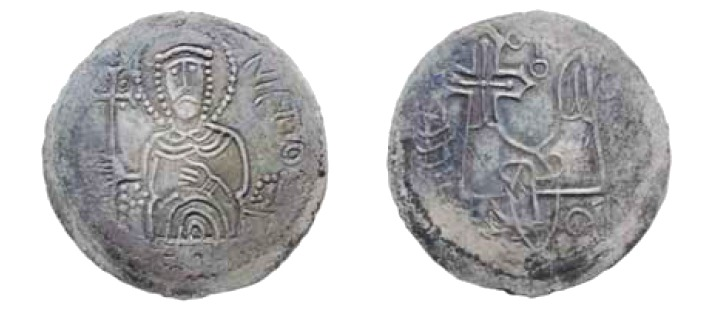
Сребреник Святополка Окаянного из клада, обнаруженного в Черниговской области в 2006 году. На реверсе монеты выбит княжеский знак Святослава в виде двузубца, левый зубец которого заканчивается крестом

Выпуск монеты был обусловлен не действительными экономическими потребностями — торговля Руси обслуживалась византийской и арабской золотой и серебряной монетой, — а политическими целями: монета служила дополнительным знаком суверенитета христианского государя.
Для чеканки использовалось серебро арабских монет. Сребреники чеканились в Киеве Владимиром Святославовичем (978—1015), Святополком (ок. 1015) и Ярославом Мудрым в Новгороде (до 1015). Отдельную группу образуют монеты тмутараканского князя Олега Святославича, чеканившиеся предположительно в 1083—1094 годах Чеканка была прекращена из-за отсутствия сырьевой базы.

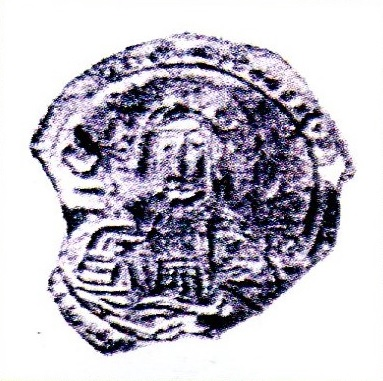
Сребреник князя Владимира Святославича из Раденска (Херсонская область)

По композиции сребреники делятся на несколько типов. Сребреники первых выпусков в основном повторяли тип византийских монет (лицевая сторона — изображение князя, оборотная сторона — изображение Христа). В XI веке изображение Христа было заменено большим родовым знаком Рюриковичей. Вокруг портрета князя помещалась легенда: «Владимир (или Святополк) на столе (престоле), — а се его сребро» (деньги).
Сребреник Ярослава Мудрого отличался от описанных внешним видом. На одной стороне вместо Христа было изображение св. Георгия (христианского покровителя Ярослава), на другой — родовой знак Рюриковичей и надпись: «Ярославле серебро» без слов «на столе», что даёт основание отнести их выпуск к периоду княжения Ярослава в Новгороде ещё при жизни Владимира Святославовича. Сребреник Ярослава представляет собой в монетном производстве Европы XI века уникальное явление в отношении мастерского исполнения штемпеля монеты, иногда вызывающее даже подозрения в том, что это более поздние подделки. Совсем другой тип представляют собой тмутараканские монеты, на одной стороне которых было изображение архангела Михаила, а на другой надпись: «Господи, помоги Михаилу». Техника изготовления сребреников имеет свои особенности. Кружки не вырезались из пластины (как у византийских и арабских монет), а были литыми. Сребреники выпускались в небольшом количестве и недолго, потому они не имели большого влияния на денежное обращение на Руси. Сребреники представляют собой своеобразную группу памятников культуры Древней Руси.
В 1990-е годы появились специальные исследования древнерусских монет М. П. Сотниковой (1995), обобщившей данные относительно золота и серебра Владимира, Святополка и Ярослава. Ю. Покрасс (1998) и Н. С. Моисеенко (2005) дополнили этот свод данными о новых находках. «Очевидно, что количество древнерусских монет, даже с учетом новых сведений, измеряется сотнями экземпляров, тогда как восточных дирхемов и западноевропейских денариев — сотнями тысяч». В посёлке Городница на Житомирщине в 2020 году нашли клад из 32 сребреников князей Владимира Святославича и Святополка Ярополковича.
В русском переводе Евангелий тридцать монет, за которые Иуда Искариот предал Христа, называются сребрениками, хотя это должны были быть серебряные шекели либо тетрадрахмы.

Древняя Русь. Конец X — нач. XI в. Сребреник Владимира Святославича. 980—1015 гг. Лицевая (кн. Владимир) и оборотная (трезубец) стороны.

Древняя Русь. Начало XI в. Сребреник Ярослава Владимировича Мудрого. 1019-54 гг. Лицевая (Св. Георгий) и оборотная (трезубец) стороны.